# Keisuke Kunimoto
Keisuke Kunimoto (jap. 国本京佑 Kunimoto Keisuke; ur. 9 stycznia 1989 roku w Jokohamie) – japoński kierowca wyścigowy.
Keisuke pochodzi z usportowionej rodziny. Jego ojciec, Yoshihiro Ri, w 1983 został mistrzem Japonii w kartingu, a stryj ten sam tytuł zdobywał dwukrotnie, w latach 1980–1981. Młodszy brat Keisuke, Yūji, jest również kierowcą wyścigowym.

## Kariera
Japończyk karierę rozpoczynał w wieku 12 lat, od kartingu. Po jej zakończeniu zadebiutował w roku 2005, w Formule Toyota. W sezonie 2007 został mistrzem Japońskiej Formuły Challenge.
W 2008 roku przeniósł się do Japońskiej Formuły 3. W zespole TOM'S dzięki konsekwentnej i równej jeździe zdobył tytuł wicemistrzowski. W tym samym roku brał udział również w japońskiej serii wyścigów samochodów sportowych – Super GT. Największy sukces odnotował jednak na koniec sezonu, kiedy to nieoczekiwanie zwyciężył w prestiżowym wyścigu o Grand Prix Makau, gdzie dzielnie odpierał ataki dużo bardziej doświadczonego Włocha, Edoardo Mortary. Stał się drugim Japończykiem, po Takumie Satō, który zwyciężył w tym Pucharze.
Pomimo sukcesu, Kunimoto nie znalazł dla siebie stałej serii (głównie z powodu kłopotów finansowych). Podczas sezonu 2009 postanowił spróbować swych sił w wyścigach długodystansowych Le Mans Series (bez sukcesu). W listopadzie dostał szansę startów w hiszpańskiej ekipie Epsilon Euskadi, startującej w Formule Renault 3.5 (zastąpił tam wówczas regularnego kierowcę GP2, Dani Closa). Zarówno podczas rundy w Niemczech, jak i w Hiszpanii, Japończykowi nie poszło jednak najlepiej i ostatecznie wszystkie cztery wyścigi zakończył poza strefą punktowaną.
W sezonie 2010 podpisał pomimo tego kontrakt z hiszpańską stajnią, na regularne starty. W ciągu 17 wyścigów zdołał zdobyć 8 punktów, co dało mu 22 pozycję w klasyfikacji generalnej.

## Statystyki
| Sezon | Seria                                  | Zespół              | Wyścigi | Zwycięstwa | PP | NO | Podium | Punkty | Pozycja |
| ----- | -------------------------------------- | ------------------- | ------- | ---------- | -- | -- | ------ | ------ | ------- |
| 2005  | ESSO Formula Toyota Series             |                     | 1       | 0          | 0  | 0  |        | 0      | NS      |
| 2006  | Japońska Formuła Challenge             |                     | 10      | 0          | 0  | 0  | 1      | 47     | 7       |
| 2007  | Japońska Formuła Challenge             |                     | 18      | 3          | 3  | 4  | 9      | 189    | 1       |
| 2008  | Japońska Formuła 3 – klasa mistrzowska | Petronas Team Tom's | 18      | 3          | 2  | 3  | 12     | 219    | 2       |
| 2008  | Super GT Japan - GT300                 | APR                 | 9       | 1          | 1  | 0  | 2      | 50     | 9       |
| 2008  | Grand Prix Makau                       | Tom's Team          | 1       | 1          | 0  | 0  | 1      | N/A    | 1       |
| 2009  | Formuła Nippon                         | Team LeMans         | 7       | 0          | 0  | 1  | 0      | 1      | 13      |
| 2009  | Formuła Renault 3.5                    | Epsilon Euskadi     | 4       | 0          | 0  | 0  | 0      | 0      | NS      |
| 2009  | 24h Le Mans (LMP2)                     | Navi Team Goh       | 1       | 0          | 0  | 0  | 0      | N/A    | 5       |
| 2010  | Formuła Renault 3.5                    | Epsilon Euskadi     | 17      | 0          | 0  | 0  | 0      | 8      | 22      |

## Wyniki w Formule Renault 3.5
| Legenda oznaczeń w tabelach wyników Wyświetl szablon na nowej stronie | Legenda oznaczeń w tabelach wyników Wyświetl szablon na nowej stronie                                                                     |
| Oznaczenie                                                            | Wyjaśnienie |
| --------------------------------------------------------------------- | --- |
| Złoty                                                                 | Zwycięzca lub mistrzostwo |
| Srebrny                                                               | 2. miejsce lub wicemistrzostwo |
| Brązowy                                                               | 3. miejsce lub II wicemistrzostwo |
| Zielony                                                               | Ukończył, punktował (w klasyfikacji generalnej, gdy zdobył co najmniej jeden punkt na przestrzeni sezonu, poza trzema powyższymi opcjami) |
| Niebieski                                                             | Ukończył, nie punktował (w klasyfikacji generalnej, gdy nie zdobył co najmniej jednego punktu na przestrzeni sezonu)                      |
| Czerwony                                                              | Nie zakwalifikował się (NZ) |
| Czerwony                                                              | Nie prekwalifikował się (NPK) |
| Różowy                                                                | Nie ukończył (NU) |
| Różowy                                                                | Niesklasyfikowany (NS) (w klasyfikacji generalnej, gdy nie został sklasyfikowany w żadnym wyścigu sezonu)                                 |
| Czarny                                                                | Zdyskwalifikowany (DK) |
| Czarny                                                                | Wykluczony (WYK/EX) |
| Biały                                                                 | Nie wystartował (NW) |
| Biały                                                                 | Kontuzjowany (K/INJ) |
| Biały                                                                 | Wyścig odwołany (OD/C) |
| Bez koloru                                                            | Został wycofany (WYC/WD) |
| Bez koloru                                                            | Nie przybył (NP/DNA) |
| Bez koloru                                                            | Nie brał udziału w treningach (NT/DNP) |
| Bez koloru                                                            | Nie został zgłoszony (–) |
| Pogrubienie                                                           | Start z pole position |
| Kursywa                                                               | Najszybsze okrążenie wyścigu |
| †                                                                     | Nie ukończył, ale jego rezultat został zaliczony ze względu na przejechanie więcej niż 90% dystansu wyścigu.                              |
| *                                                                     | Sezon w trakcie |
| 1/2/3                                                                 | Punktowana pozycja w sprincie kwalifikacyjnym                                                                                             |
| Lista systemów punktacji Formuły 1                                    | |

| Rok  | Zespół          | Wyniki w poszczególnych eliminacjach | Wyniki w poszczególnych eliminacjach | Wyniki w poszczególnych eliminacjach | Wyniki w poszczególnych eliminacjach | Wyniki w poszczególnych eliminacjach | Wyniki w poszczególnych eliminacjach | Wyniki w poszczególnych eliminacjach | Wyniki w poszczególnych eliminacjach | Wyniki w poszczególnych eliminacjach | Wyniki w poszczególnych eliminacjach | Wyniki w poszczególnych eliminacjach | Wyniki w poszczególnych eliminacjach | Wyniki w poszczególnych eliminacjach | Wyniki w poszczególnych eliminacjach | Wyniki w poszczególnych eliminacjach | Wyniki w poszczególnych eliminacjach | Wyniki w poszczególnych eliminacjach | Punkty | Pozycja |
| ---- | --------------- | ------------------------------------ | ------------------------------------ | ------------------------------------ | ------------------------------------ | ------------------------------------ | ------------------------------------ | ------------------------------------ | ------------------------------------ | ------------------------------------ | ------------------------------------ | ------------------------------------ | ------------------------------------ | ------------------------------------ | ------------------------------------ | ------------------------------------ | ------------------------------------ | ------------------------------------ | ------ | ------- |
| 2009 | Epsilon Euskadi | CAT                                  | CAT                                  | BEL                                  | BEL                                  | MON                                  | HUN                                  | HUN                                  | GBR                                  | GBR                                  | FRA                                  | FRA                                  | PRT                                  | PRT                                  | DEU                                  | DEU                                  | ARA                                  | ARA                                  | 0      | 32      |
| 2009 | Epsilon Euskadi | -                                    | -                                    | -                                    | -                                    | -                                    | -                                    | -                                    | -                                    | -                                    | -                                    | -                                    | -                                    | -                                    | 16                                   | 13                                   | 17                                   | 21                                   | 0      | 32      |
| 2010 | Epsilon Euskadi | ARA                                  | ARA                                  | BEL                                  | BEL                                  | MON                                  | CZE                                  | CZE                                  | FRA                                  | FRA                                  | HUN                                  | HUN                                  | DEU                                  | DEU                                  | GBR                                  | GBR                                  | CAT                                  | CAT                                  | 8      | 22      |
| 2010 | Epsilon Euskadi | NU                                   | 14                                   | 15                                   | 16                                   | 18                                   | 5                                    | NU                                   | 16                                   | 18                                   | 9                                    | 15                                   | 12                                   | 13                                   | 12                                   | 13                                   | 11                                   | 18                                   | 8      | 22      |